# Prise d'Ormuz
La prise d'Ormuz en 1507 a eu lieu lorsque le portugais Afonso de Albuquerque a attaqué l'île d'Ormuz pour établir le Fort Notre-Dame de la Conception. Cette conquête a donné aux Portugais le contrôle total du commerce entre l'Inde et l'Europe passant par le Golfe Persique.

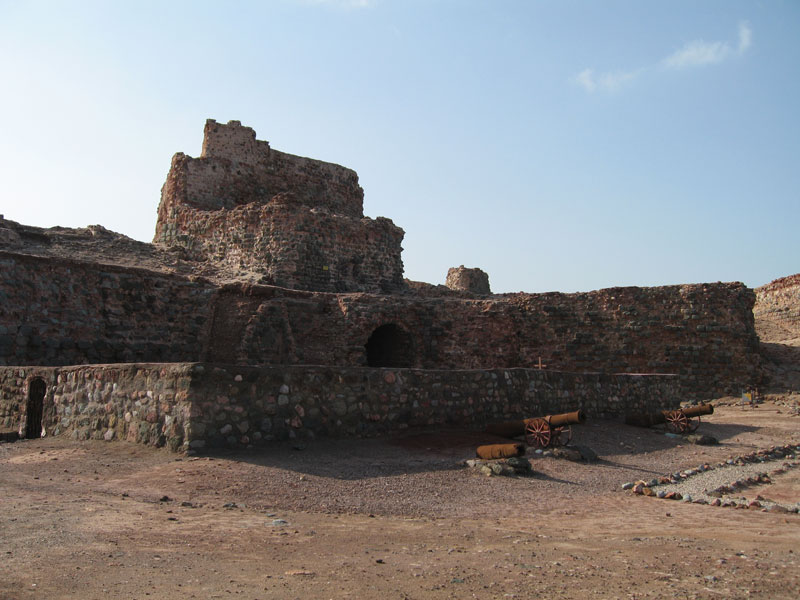
Le Fort Notre-Dame de la Conception, Île d'Ormuz
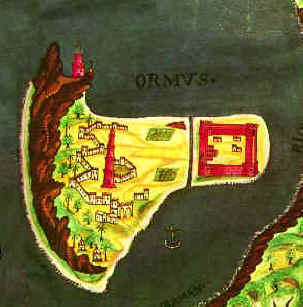
Carte portugaise d'Ormuz, XVIIe siècle

## Contexte
La campagne contre Ormuz était le résultat d'un plan du roi Manuel Ier du Portugal, qui en 1505 avait résolu de contrecarrer le commerce musulman dans l'océan Indien en capturant Aden pour bloquer le commerce à travers la mer Rouge et Alexandrie ; Ormuz, pour bloquer le commerce via Beyrouth ; et Malacca pour contrôler le commerce avec la Chine. Les Portugais avaient des rapports indiquant que l'île de Socotra était habitée par des chrétiens nestoriens et pourrait s'avérer utile dans cette entreprise. Socotra était alors un dominion du clan Banu Afrar de Qishn, en Arabie continentale, que les Portugais désigneraient au XVIe siècle comme Fartaques.
Ainsi, en avril 1506, deux flottes totalisant 16 navires, sous le commandement général de Tristão da Cunha, furent dépêchées de Lisbonne pour capturer Socotra et y établir un fort. Cunha a été assisté par Afonso de Albuquerque, qui a été nommé « capitaine-major de la mer d'Arabie » et chargé de bloquer la navigation musulmane dans la mer Rouge.
Après un long voyage de 12 mois, 6 mois de plus que prévu, la flotte débarqua finalement à Suq à Socotra en avril 1507. Après une lutte brève mais acharnée, les Portugais reprirent le fort local, qui fut rebaptisé São Miguel , et un tribut en chèvres fut imposé à la population pour la faire vivre. Tristão da Cunha s'est ensuite rendu en Inde en juillet, quittant Albuquerque avec sept navires sur l'île.
Après un si long voyage cependant, Albuquerque avait perdu beaucoup d'hommes à cause de la maladie, ses navires et son équipement avaient besoin de réparations et avaient presque épuisé ses réserves de nourriture. Socotra s'est avéré être beaucoup plus pauvre et éloigné que les Portugais ne l'avaient prévu, de sorte que l'expédition a rapidement couru le risque de mourir de faim. Pour cette raison, le 10 août, Afonso de Albuquerque a mis les voiles vers le détroit d'Ormuz où, espérons-le, il pourrait s'approvisionner par tous les moyens nécessaires et accomplir ses instructions secrètes pour subjuguer Ormuz - ou "mourir comme des chevaliers plutôt que de mourir de faim petit à petit", selon les mots d'Albuquerque.

### Conquête portugaise d'Oman
Au début du XVIe siècle, les villes côtières d'Oman étaient une dépendance du royaume d'Ormuz, dirigée par ses gouverneurs.
Le 22 août 1507, l'escadre d'Albuquerque atteignit Qalhat, dont le gouverneur préféra livrer des fruits et échanger des otages avec les Portugais. Qurayyat plus au nord cependant, ont érigé des palissades et ont tenté de résister, mais la ville a été assaillie et saccagée. Mascate était alors gouverné par un eunuque et ancien esclave du roi d'Ormuz, qui s'est rendu à Albuquerque, mais la garnison a annulé sa décision, pour laquelle la ville a également été saccagée.
Sohar était alors la seule ville d'Oman protégée par un petit fort, mais elle capitula rapidement à la vue des Portugais. La ville fut épargnée, des dons furent échangés, et en échange d'un gage de vassalité, son gouverneur se vit confier un drapeau portugais à hisser, et permit de garder le tribut annuel pour lui et ses troupes devant le fort.
Enfin, Khor Fakkan a également tenté de résister, mais il a été limogé. A Khor Fakkan, les Portugais capturèrent l'un des trois gouverneurs de la ville - un ancien qui semblait si distingué qu'il fut amené devant Albuquerque. Parlant des mots courtois, il a affirmé que les Portugais ne semblaient "pas inférieurs à l'armée d'Alexandre le Grand". Lorsqu'on lui a demandé comment il connaissait Alexandre, l'homme a offert à Albuquerque un livre cramoisi écrit en farsi sur la vie d'Alexandre. Il s'agissait très probablement du célèbre  Eskandar Nameh  écrit par Nizami Ganjavi, qu'Albuquerque "appréciait par-dessus tout". Ainsi, les Portugais ont conquis Oman.

## Première conquête d'Ormuz, 1507
« Cojeatar savait déjà ce que le capitaine-major avait fait aux lieux d'Ormuz : Et telle était notre réputation qu'on lui a dit que les Portugais mangeaient des hommes »

— Fernão Lopes de Castanheda, dans Histoire de la découverte et Conquête de l'Inde par les Portugais
Tard dans la soirée du 26 septembre 1507, la flotte portugaise fit son approche dans le port d'Ormuz, correctement ornée de drapeaux et sauvant la ville pendant une demi-heure.
La nouvelle de la conquête portugaise d'Oman avait semé une détresse considérable dans la ville, et la rumeur s'était répandue que les Portugais dévoraient même les gens. Probablement pour cette raison, Albuquerque n'a été accueilli par aucun émissaire, avec qui il pourrait entretenir des relations diplomatiques. Dans ce cas, il a convoqué le capitaine du plus gros navire du port - un navire de commerce Gujarati de 800 tonnes - sur son navire à la place, pour qu'il agisse comme un convoyeur de ses intentions au souverain d'Ormuz. Il a déclaré être venu avec l'ordre du roi Manuel du Portugal de vassaliser Ormuz et de le prendre sous sa protection, mais il a offert à la ville la possibilité de capituler sans effusion de sang.
Ormuz était alors gouverné non pas par son souverain, le jeune roi de douze ans Seyf Ad-Din, mais par son puissant vizir, le Bengalei eunuque Cogeatar (Hwaga Ata), qui s'est montré intimidé par la flotte relativement petite. Pendant la nuit, les Portugais entendirent des hommes être transportés sur les navires et des barricades érigées, leur révélant l'intention du vizir de résister.

### Bataille

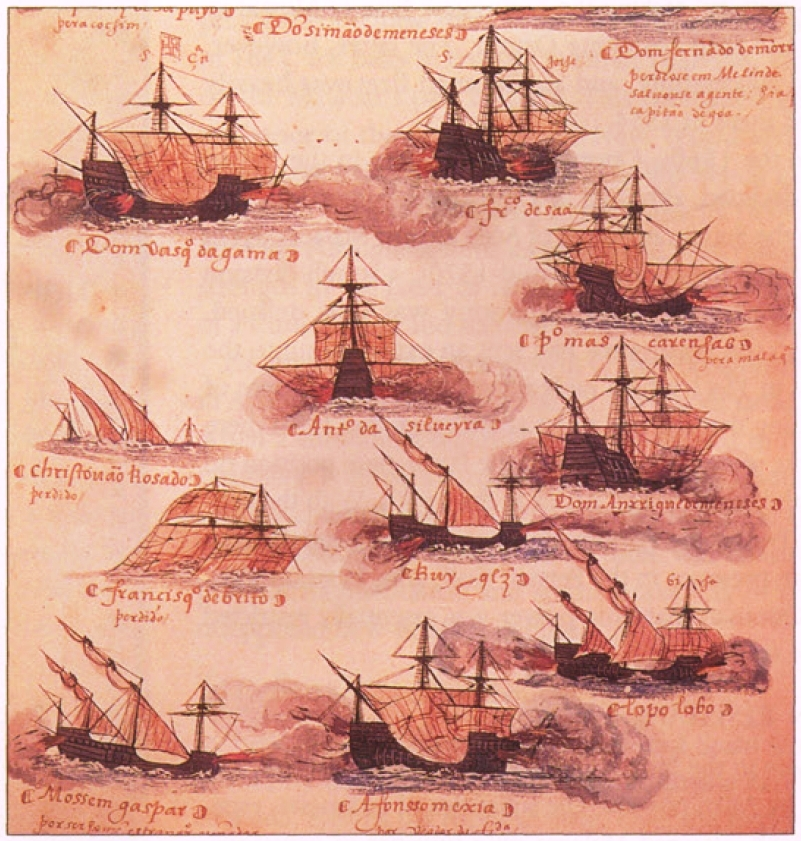
Navires et caravelles de guerre portugais

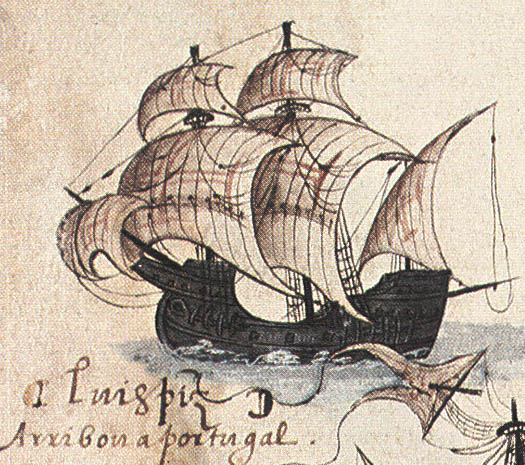
Caraque portugaise

Les Portugais étaient encerclés par une cinquantaine de navires marchands armés côté terre et quelque part entre 120 à 200 avirons légers en bord de mer. Albuquerque n'a fait aucune tentative pour échapper à cet encerclement; il profiterait plutôt du nombre excessif de navires ennemis spécifiquement pour permettre à l'artillerie de tirer pour un plus grand effet.
Alors que les négociations s'effondraient vers 9 heures du matin le lendemain, le vaisseau amiral d'Albuquerque  Cirne  a ouvert le feu, et le reste de la flotte a emboîté le pas. Des volées ont été échangées entre la flotte Ormuzi et les Portugais, avec un net avantage pour ces derniers, et de gros nuages de fumée se sont formés autour des navires, altérant considérablement la visibilité.
Depuis les plages, les habitants d'Ormuz, le roi compris, observaient attentivement la bataille ; certains ont été tués par des boulets de canon égarés et dispersés.
Les navires à rames légères ormuzis, transportant un grand nombre d'archers mercenaires persans, manœuvrèrent pour attaquer en masse la flotte portugaise. À ce stade, les Portugais rencontrèrent quelques difficultés en raison de leur manque de personnel, mais le groupe compact de navires ennemis peu profonds constituait une cible idéale pour les artilleurs portugais : une douzaine environ furent coulés et de nombreux autres désemparés, obstruant ainsi le chemin de ceux suivant.
Alors que la confusion et la discoordination s'installaient parmi les ormuzis, les Portugais passèrent à l'offensive: Albuquerque fit attaquer son navire à la grande caraque du Gujarat, qui fut abordée et rendue soumise après un combat acharné. L'un après l'autre, les Portugais ont capturé ou incendié la plupart des navires à flot. Enfin, les Portugais débarquèrent près des chantiers navals et commencèrent à incendier les faubourgs d'Ormuz ; craignant un assaut sanglant des Portugais, le vizir Cogeatar a hissé un drapeau blanc au-dessus du palais royal annonçant la reddition.
Avec pas plus de 500 hommes et six navires en décomposition, Albuquerque avait maîtrisé la puissance navale la plus puissante du Golfe.

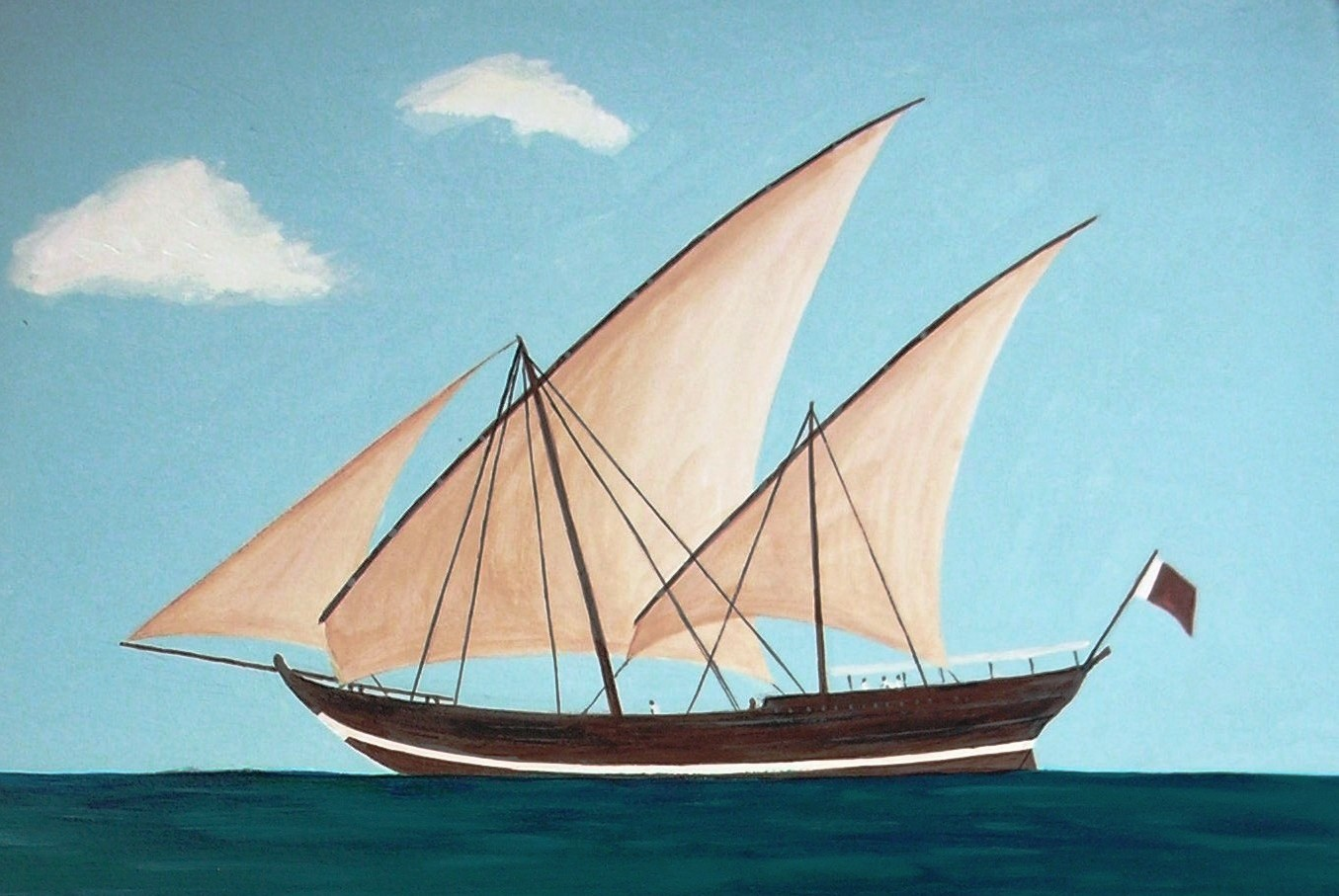
Les vaisseaux d'Ormuz étaient probablement similaires aux Baggala arabes

### Mutinerie
Après de longues négociations, le 10 octobre, Afonso de Albuquerque rencontra le roi d'Ormuz Seyf Ad-Din, le vizir Cogeatar, et son bras droit Rais Nureddin Fali, pour signer les termes de la capitulation : Ils consistaient en un hommage d'une valeur de 15 000 ashrafi (une pièce de monnaie persane), l'exemption portugaise du paiement des droits de douane et le droit d'ériger une forteresse sur l'île, en échange de permettre au roi de garder sa position sous la protection militaire portugaise, tandis que les navires des marchands capturés dans la bataille leur sont rendus.
Albuquerque ordonna à ses soldats de se mettre à ériger le fort à la pointe nord de l'île à tour de rôle, et chaque nuit les Portugais rembarquaient avant de débarquer le lendemain matin (pour éviter de révéler à quel point les Portugais étaient réellement peu nombreux). Cela étonnait les ormuzis, peu habitués qu'ils étaient à voir des combattants se livrer à des travaux subalternes.
Ormuz était un état tributaire de la Perse, et dans un épisode célèbre, Albuquerque a été confronté à deux envoyés persans qui lui ont demandé le paiement du tribut à la place. Albuquerque leur a fait livrer des fusils, des épées, des boulets de canon et des flèches, rétorquant que telle était la "monnaie" frappée au Portugal pour rendre hommage.
Pourtant, la construction de la forteresse sous le rude climat d'Ormuz a soulevé de graves plaintes et désaccords parmi les Portugais, en particulier les capitaines portugais, qui ont contesté la décision d'Albuquerque de s'attarder sur Ormuz.
Finalement, en décembre, quatre marins ont déserté l'armada pour Cogeatar, l'informant du nombre réel de Portugais et de la dissidence dans leurs rangs. Conscient du danger de la situation, Albuquerque évacua tous ses hommes du fort incomplet vers les navires et plaça Ormuz sous blocus, espérant que le manque de sources d'eau sur l'île obligerait Cogeatar à renvoyer les renégats et Ormuz à la soumission. Cependant, les Portugais aussi devaient faire de longs voyages vers l'île de Qechm ou Larak pour trouver de l'eau douce. Finalement, fin janvier 1508 , trois des capitaines d'Albuquerque - Afonso Lopes da Costa, António do Campo et Manuel Teles - ont déserté au Cochin, en Inde, avec leurs vaisseaux respectifs. Réalisant la faiblesse de sa position, le 8 février, Albuquerque quitta également Ormuz.

### Socotra

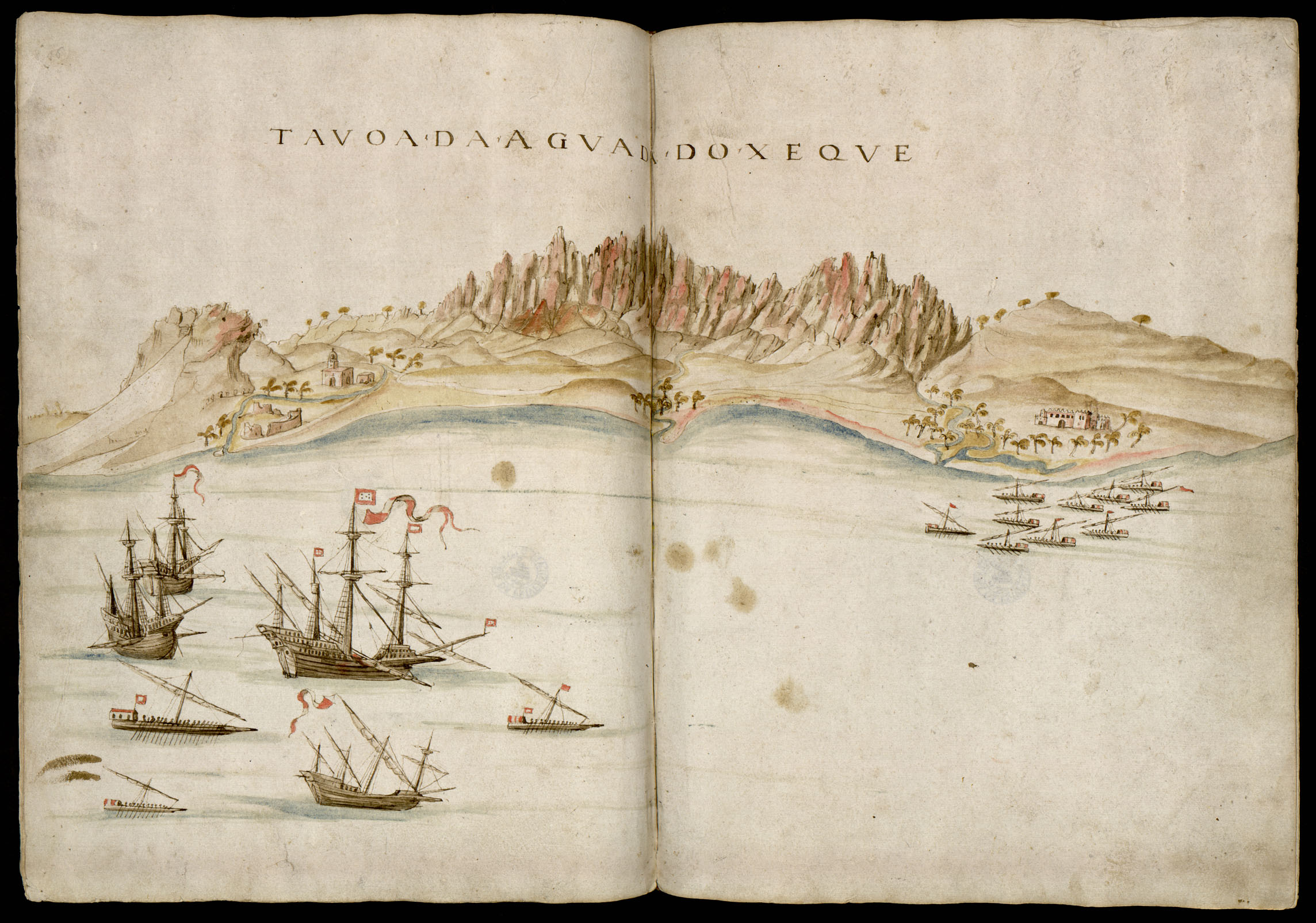
Croquis portugais de Socotra, 1541.

João da Nova est retourné avec son navire, le Flor do Mar en Inde, tandis qu'Albuquerque est retourné à Socotra avec Francisco de Távora, où il a trouvé la garnison portugaise affamée. De là, Francisco de Távora sur le  Rei Grande  a été envoyé à Malindi en Afrique de l'Est pour chercher plus de fournitures, tandis qu'Albuquerque est resté avec son  Cirne  dans le golfe d'Aden, contactant les Somaliens de la Corne et attaquant les navires marchands. En avril, Francisco de Távora retourne à Socotra en compagnie de Diogo de Melo et Martim Coelho et de leurs navires respectifs, qu'il rencontre en Afrique de l'Est en route vers Inde. Pour la garnison de Socotra, ils portaient les premières nouvelles du Portugal depuis deux ans.
En août, Albuquerque remit les voiles vers Ormuz pour repérer sa situation, et en chemin limogea Qalhat, pour avoir donné des denrées avariées l'année précédente En voyant qu'Ormuz avait été dûment fortifié, et que la Cirne absorbait une quantité d'eau dangereuse, il retourna en Inde.
Albuquerque a juré de ne pas se couper la barbe avant d'avoir conquis Ormuz.

## Prise de contrôle d'Ormuz, 1515

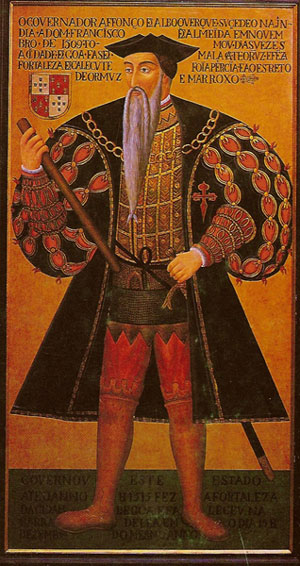
Afonso de Albuquerque

Le 4 novembre 1509, Albuquerque succède à Francisco de Almeida comme gouverneur de l'Inde portugaise.
Avant de retourner à Ormuz, il allait encore continuer à conquérir Goa en 1510, Malacca en 1511, et entreprendre une incursion dans la mer Rouge en 1513 Albuquerque n'a jamais cessé de recueillir des informations sur Ormuz ni même d'échanger des ambassadeurs ou de correspondre avec ses vizirs pendant cette période. En effet, d'importants changements s'étaient produits à Ormuz entre 1507 et 1515 qui motivèrent Albuquerque à agir au plus vite : Cogeatar avait été assassiné et le nouveau vizir, son bras droit Rais Nureddin Fali, avait empoisonné le roi Seyf Ad-Din, et remplacé sur le trône par son frère de dix-huit ans Turan Shah. Rais Nureddin à son tour cependant, a été chassé du pouvoir par son neveu Rais Ahmed par un Coup d'État et s'est maintenu au pouvoir par la force brutale et la répression, avec le soutien d'une faction adverse en cour, effrayant le jeune Turan Shah du spectre de l'assassinat ou de la cécité.
Ainsi, Albuquerque réunit à Goa une flotte de 27 vaisseaux, 1 500 Portugais et 700 Malabarais et en mars 1515 les Portugais mirent à nouveau l'ancre devant Ormuz, au son des trompettes et d'une puissante salve d'artillerie ; "Les navires semblaient être en feu", comme le racontera plus tard le témoin oculaire Gaspar Correia.
Ormuz a été trouvé fortifié et préparé pour une lutte interminable; néanmoins, le roi Turan Shah et Rais Nureddin pour leur part ne s'opposèrent pas à Albuquerque, espérant qu'il pourrait être un allié contre l'usurpateur Rais Ahmed (qualifié par les Portugais de "tyran"), car les Portugais s'étaient montrés uniquement intéressés par le commerce, le tribut et non le contrôle effectif du royaume. Ainsi, le 1er avril, le roi Turan Shah a permis à Albuquerque de débarquer ses forces et de reprendre officiellement possession d'Ormuz sans effusion de sang, et ainsi, le drapeau du Portugal a finalement été hissé sur l'île.

## Conséquences
Avant de procéder aux affaires d'Ormuz, Albuquerque a offert une grande audience publique à un ambassadeur qu'Ismaïl Ier a envoyé à Ormuz cherchant à ouvrir des pourparlers diplomatiques avec les Portugais; Albuquerque considérait qu'il était impératif d'assurer des relations amicales avec la Perse contre l'Empire ottoman.
Plusieurs semaines après, Albuquerque a été informé par Turan Shah que Reis Ahmed avait comploté son assassinat. Albuquerque a demandé une rencontre avec le roi et ses ministres dans un palais fortement gardé par des soldats portugais. Là, il fit assassiner Reis Ahmed par ses capitaines en présence du roi, «libérant» ainsi Turan Shah du joug de l'usurpateur; en rassurant Turan Shah de sa sécurité en tant que vassal du Portugal, Albuquerque a fait chevalier le roi et s'est adressé à lui non pas comme un conquérant, mais comme un serviteur:

« Seigneur Turuxá, roi d'Ormuz, tu es maintenant chevalier, par ces armes que je t'accorde et par l'amitié du roi du Portugal. Moi, en son nom, ainsi que tous ces chevaliers et fidalgos, je vous servirai jusqu'à notre mort ; et ainsi, ordonnez de couper la tête de tous ceux que vous jugerez méritants, et ne craignez personne tant que vous êtes un ami de milord le roi. »

Pendant ce temps, une foule mutineuse s'était formée autour du palais, craignant que le roi n'ait été assassiné; Turan Shah a ensuite été conduit sur le toit du palais, où il s'est adressé triomphalement à la ville, qui acclamait maintenant la mort de Reis Ahmed.

### La forteresse

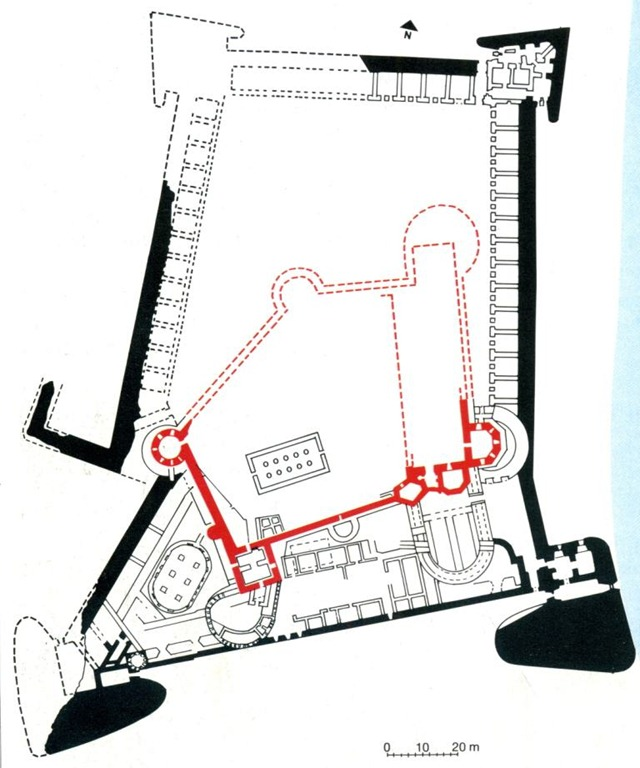
Plan de la forteresse portugaise d'Ormuz. Le fort primitif établi par Albuquerque est marqué en rouge.

Une fois Ormuz sécurisé, Albuquerque a repris la construction de la forteresse, employant ses hommes et embauchant de la main-d'œuvre locale, un travail auquel il a participé personnellement. Le site à l'extrémité nord de la larme en forme de l'île d'Ormuz, surplombant stratégiquement la ville et les deux ports de chaque côté, a été choisie pour sa construction. Son tracé ressemblait à un pentagone irrégulier à sept tours et fut baptisé en l'honneur de Notre-Dame de la Conception, Fortaleza da Nossa Senhora da Conceição de Ormuz, en portugais. Il avait une garnison de 400 soldats portugais. Un grand pilori fut érigé sur la place du marché, et plus tard une grande cour s'ouvrit entre la forteresse et la ville.
En 1550, l'ancienne forteresse a été rénovée et agrandie sous l'égide de l'architecte Inofre de Carvalho, qui a conçu une forteresse plus grande mieux adaptée aux préceptes de la guerre à poudre moderne.

### Administration portugaise

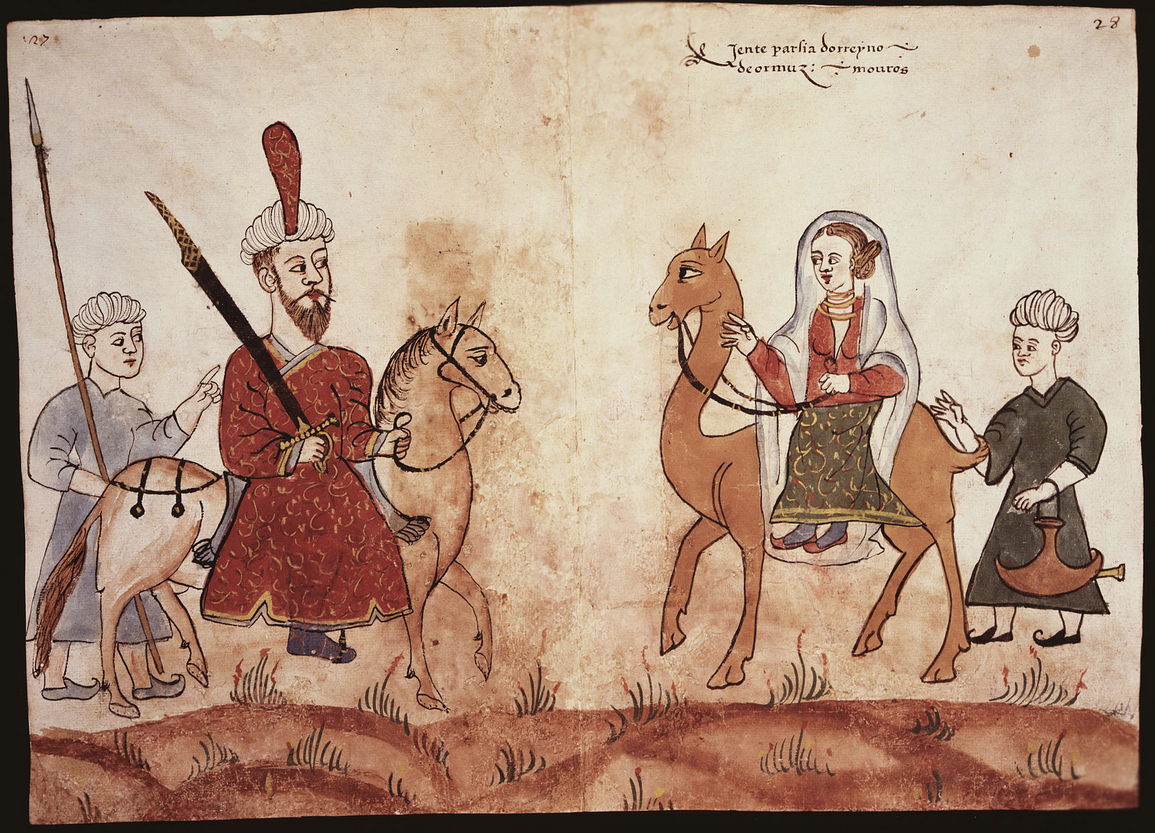
Les Perses d'Ormuz tels que représentés par les Portugais dans le Códice Casanatense

À Ormuz, Albuquerque a adopté le principe de la règle indirecte : le roi a été autorisé à gouverner son royaume en tant que vassal de la couronne portugaise, mais il a été désarmé et les Portugais ont pris le contrôle de la défense, ne laissant qu'une garde royale, la transformant effectivement en un protectorat. Le tribut annuel de 15 000 ashrafi a été imposé, et Albuquerque a perçu le tribut à terme échu : 120 000 ashrafi. Tout au long du 16 siècle, cette somme sera progressivement augmentée.
L'ancien état d'intrigues violentes entre les différentes factions de la cour d'Ormuz et la répression brutale de Rais Ahmed avaient dissuadé de nombreux marchands de rechercher la ville ces dernières années, provoquant le déclin du commerce; une telle tendance n'a été inversée que par la prise de contrôle portugaise. Dans le même temps, la présence des forces portugaises à Ormuz a également rendu la navigation beaucoup plus sûre dans le Golfe. Les rois de Bassorah, Bahreïn, Lar et les gouverneurs persans voisins ont dépêché des ambassades à Albuquerque, à la recherche de relations amicales. De grandes foules se formaient pour assister à Albuquerque chaque fois qu'il traversait les rues, et des peintres ont été envoyés à Ormuz pour prendre son portrait.
Comme tout le commerce maritime entre l'Inde et le Moyen-Orient passait par Ormuz, le revenu annuel total d'Ormuz était estimé par certains auteurs portugais comme Gaspar Correia à environ 140 000 cruzados, dont 100 000 provenant des seules douanes ; l'historien portugais João de Barros a rapporté qu'en 1524, la douane avait rapporté 200 000 cruzados. Avec Ormuz sécurisé, Albuquerque a capturé le commerce stratégique des chevaux de guerre, qui a été exporté d'Arabie et de Perse vers l'Inde via Ormuz, qu'il a dirigé vers Goa. De toutes les possessions portugaises d'Orient, Ormuz est devenue une source de revenus vitale pour l'État portugais de l'Inde.
En 1521, le roi de Bahreïn, vassal d'Ormuz, se révolta contre la suzeraineté ormuzi, refusant de payer le tribut dû ; Bahreïn est ensuite conquis par António Correia avec le soutien des troupes d'Ormuz, et annexé au royaume d'Ormuz. Il était désormais administré par un gouverneur d'Ormuz. Plus tard cette année-là, la ville d'Ormuz elle-même s'est révoltée contre les Portugais, mais elle a été réprimée. En 1523, Sohar à Oman s'est également rebellé, mais il a été pacifié par Dom Luís de Menezes, tandis que Mascate et Qalhat se sont rebellés en 1526 mais ont également été pacifiés.
En 1552, les navires ottomans sous le commandement de Piri Reis ont attaqué la ville, mais il n'a pas réussi à la capturer. Ormuz, et le golfe Persique dans son ensemble, verraient une concurrence intense entre les Ottomans et les Portugais au cours des années 1550 dans le cadre des conflits ottomans-portugais (1538-1559). Les flottes portugaises et turques s'affronteront devant Ormuz en 1553 lors de la Bataille du détroit d'Ormuz et en 1554 lors de la Bataille du golfe d'Oman, les Turcs étant purement et simplement détruit dans ce dernier affrontement. En 1559, les Ottomans firent une dernière tentative pour capturer Bahreïn, mais échouèrent.
Un récit de l'histoire d'Ormuz a été publié pour la première fois en Europe en 1569, lorsque le frère portugais Gaspar da Cruz a publié à Évora la "Chronique du royaume d'Ormuz", probablement traduite à partir de documents originaux lors de son séjour dans la ville. ; il l'inclut dans son Tratado das Cousas da China, le premier livre européen consacré exclusivement à la Chine.
Ormuz restera un État client portugais jusqu'à la chute d'Ormuz au profit d'une force combinée anglo-persane en 1622.